# John McGinn
John McGinn (* 18. Oktober 1994 in Glasgow) ist ein schottischer Fußballspieler, der bei Aston Villa spielt. Im März 2016 kam er erstmals in der schottischen A-Nationalmannschaft zum Einsatz. Seine Brüder Stephen und Paul sind ebenso Fußballprofis.

## Karriere

### Verein
John McGinn wurde im Jahr 1994 in Glasgow geboren. Er begann seine Karriere im etwa 11 Kilometer westlich von Glasgow gelegenen Paisley beim dort ansässigen Erstligisten FC St. Mirren. Sein Profidebüt für die Saints gab er im Oktober 2012 im Alter von 18 Jahren im Ligaspiel gegen Celtic Glasgow, als er für Jim Goodwin eingewechselt wurde. Nach zwei weiteren Einsätzen unter Danny Lennon im November desselben Jahres gegen den FC Dundee und Ross County, wurde der Vertrag von ihm bis zum Jahr 2015 verlängert. Am letzten Spieltag der Saison 2012/13 gelang ihm gegen den FC Kilmarnock sein erstes Profitor. In der Liga erreichte McGinn mit seiner Mannschaft am Saisonende nur den vorletzten Tabellenplatz. Dafür gewann er mit den Saints 2013 sensationell den Schottischen Ligapokal im Finale gegen Heart of Midlothian. Beim ersten Titelgewinn in diesem Wettbewerb für die Saints stand McGinn achtzig Minuten auf dem Platz. In der folgenden Saison 2013/14 war er absoluter Stammspieler beim Erstligisten und absolvierte 35 von 38 möglichen Ligaspielen. Auch in der darauf folgenden Spielzeit 2014/15 war er ein wichtiger Bestandteil und kam 30 Mal zum Einsatz. Trotz alledem stand am Saisonende der Abstieg in die 2. Liga fest. McGinn dessen Vertrag ausgelaufen war, verlängerte den Vertrag in Paisley nicht weiter. Er wechselte im Juli 2015 zum ambitionierten Zweitligisten Hibernian Edinburgh und unterschrieb einen Vierjahresvertrag. Mit dem Verein stieg er in der Saison 2016/17 in die erste Liga auf. In Edinburgh war McGinn in drei Spielzeiten Stammspieler. Im August 2018 wechselte er zum englischen Zweitligisten Aston Villa. Dort war er sofort Stammspieler und McGinn absolvierte nicht nur 40 Ligaspiele, sondern zählte im Play-off-Finale gegen Derby County beim 2:1-Sieg zu den Torschützen. Im August 2019 unterzeichnete McGinn einen neuen Fünfjahresvertrag bei Aston Villa.

### Nationalmannschaft
John McGinn spielte im Jahr 2013 viermal in der Schottischen U-19-Nationalmannschaft. Im Jahr 2014 wurde er erstmals für die U-21 nominiert. Dabei debütierte der im Mittelfeld spielende McGinn im Spiel gegen die Niederlande am 28. Mai 2014 im St. Mirren Park. Im März 2016 gab er sein Debüt in der A-Nationalmannschaft gegen Dänemark. McGinn erzielte sein erstes Tor für Schottland im September 2019 während eines EM-Qualifikationsspiels gegen Russland. Einen Monat später gelang ihm am 13. Oktober 2019 in einem weiteren Qualifikationsspiel gegen San Marino den ersten Hattrick seiner Karriere. Als der reguläre Kapitän Andrew Robertson gesperrt war, führte McGinn am 14. Oktober 2020 Schottland erstmals als Mannschaftskapitän der „Bravehearts“ an, als es einen 1:0-Sieg gegen Tschechien gab. Zur Fußball-Europameisterschaft 2021 wurde er in den schottischen Kader berufen, kam aber mit diesem nicht über die Gruppenphase hinaus. Im September desselben Jahres spielte er mit Schottland in Österreich und gewann 1:0. Sein Bruder Paul wurde in der zweiten Halbzeit eingewechselt, womit sie das dritte Geschwisterpaar nach dem Zweiten Weltkrieg waren das gemeinsam für die schottische Nationalmannschaft spielte. McGinn bestritt am 24. September 2022 sein 50. Länderspiel für Schottland, beim 2:1-Sieg gegen Irland und wurde in die International Roll of Honour aufgenommen.
McGinn wurde 2024 in Schottlands Kader für die Endrunde der Europameisterschaft in Deutschland berufen. McGinn traf mit Schottland im Eröffnungsspiel des Turniers auf den Gastgeber Deutschland und verlor mit 1:5. Anschließend startete er sowohl gegen die Schweiz als auch gegen Ungarn, während Schottland mit einem Punkt aus drei Spielen den letzten Platz in der Gruppe A belegte.
Am 15. November 2024 erzielte McGinn als Einwechselspieler das 1:0-Siegtor gegen Kroatien in der UEFA Nations League im Hampden Park. Damit wurde er neben Ally McCoist Schottlands viertbester Torschütze aller Zeiten.

## Erfolge
mit dem FC St. Mirren:
- Schottischer Ligapokalsieger: 2013

mit Hibernian Edinburgh:
- Scottish FA Cup: 2015/16